# Batalla de Miles (260 aC)
|  | Per a altres significats, vegeu «Batalla de Miles (36 aC)». |

La batalla de Miles va ser un enfrontament naval que va tenir lloc l'any 260 aC en el marc de la Primera Guerra Púnica. Aquesta era la primera batalla naval entre les potències de Cartago i la República Romana. La victòria va permetre als romans assegurar Miles (avui Milazzo) i en part la mateixa Sicília. També va marcar l'inici del desenvolupament de la flota romana.

## Preludi
Amb la moral alta després de la victòria aconseguida en la batalla d'Agrigent, els romans van iniciar la conquesta de tot Sicília, però eren conscients que per aconseguir-ho necessitaven una flota capaç d'enfrontar-se als cartaginesos, el poder naval indiscutible per aquells temps. Els romans van construir doncs una flota de més de 120 naus, segons l'historiador grec Polibi, copiant el disseny d'un quinquerrem cartaginès embarrancat i capturat pels romans a Messana.
L'any 260 aC, els dos cònsols romans eren Gneu Corneli Escipió Asina i Gai Duïl·li. El primer va quedar al capdavant de la flota mentre Duïl·li comandava l'exèrcit de terra. Malgrat tot, ben aviat Escipió va caure derrotat en la batalla de les Illes Eòlies i va perdre 17 naus a mans del senador cartaginès Boodes, comandant naval d'Hanníbal Giscó. El mateix Escipió va ser capturat i el Senat Romà va decidir d'assignar la resta de la flota a Duïl·li.
Després d'aquest vergonyós incident i per tal de reforçar alhora la flota i les tàctiques navals, els romans, segons Polibi, que no estaven acostumats al mar, van entendre que la seva única possibilitat de victòria era dur a terme una lluita marítima amb les característiques que tenia un enfrontament a terra. Van millorar les seves naus incorporant a la seva proa un tauler anomenat corb. El corb disposava d'un eix que li permetia rodar i girar i en deixar-lo caure sobre una altra nau, ambdues embarcacions quedaven connectades permetent que els soldats romans poguessin abordar-la. Amb aquest enginy, els romans confiaven poder treure profit de la superioritat dels seus soldats també en la mar.

## Batalla
Duïl·li topà amb Hanníbal Giscó al nord de Miles. Segons Polibi, el cartaginès disposava de 130 naus mentre que els romans, després de perdre'n 17 a la batalla de les Illes Eòlies, encara comptaven amb més de cent. Els cartaginesos van oferir batalla, molt confiats en la seva superior experiència naval. Els corbs van resultar ser extremadament útils i els romans van capturar les 30 primeres naus que es van posar al seu abast. Sorpresos, els cartaginesos van iniciar una retirada per allunyar-se dels romans i intentar abordar les naus per la popa o de costat, però tot i així, els corbs podien girar en un angle prou ampli per atrapar la majoria de les naus enemigues i unes altres 20 naus cartagineses van poder ser abordades i capturades pels soldats romans. Davant d'això, Hanníbal es retirà, concedint a Duïl·li una gran victòria.
Duïl·li, en comptes de perseguir la flota que fugia, es va dirigir cap a la costa on els soldats van desembarcar. D'allà va alliberar la ciutat d'Egesta, que el comandant cartaginès Hamílcar tenia sota setge.

## Fets posteriors
L'èxit de la batalla de Miles va portar els romans a perseguir Hanníbal Giscó fins a Sardenya, on de nou van destruir gran part de la flota cartaginesa. Per aquesta situació, Cartago va ordenar l'arrest d'Hanníbal, al que els seus propis homes van crucificar per incompetència. A Duïl·li se li va erigir en el seu honor una columna de la victòria al Fòrum, que es conserva al Museu Capitolí. En la inscripció de la columna es pot llegir que durant la batalla de Miles, Duïl·li va capturar 31 naus, en va enfonsar 13 i va obtenir un botí d'or i argent valorat en 2.100.000 de sestercis. Quan va retornar a Roma, Duïl·li va rebre el primer triomf naval de la història de la ciutat.